# 亚历山大·温尼科夫
亚历山大·阿罗诺维奇·温尼科夫（羅馬化：Aleksandr Aronovich Vinnikov；1955年10月6日—）是俄罗斯犹太裔政治人物，2010年至2015年间担任第二任犹太自治州州长。他也曾于1999年至2010年间担任比罗比詹市长。